# Panda (formație)
PANDA sau PXNDX este o formație mexicană de rock alternativ și pop punk. Membrii formației sunt: 
- Jose Madero
- Arturo Arredondo
- Ricardo Treviño
- Jorge Vázquez